# Pim Fortuyn
Pim Fortuyn (n. 19 februarie 1948, Driehuis, Țările de Jos - d. 6 mai 2002, Hilversum, Țările de Jos) a fost un om politic neerlandez, reprezentant al dreptei radicale și luptător pentru drepturile homosexualilor (drepturi LGBT). Este absolvent al facultății de sociologie al Universității din Amsterdam. A fost conferențiar universitar la Universitatea din Groningen, apoi profesor universitar la Universitatea Erasmus din Rotterdam.
În anul 2001 ales ca lider al partidului dreptei radicale Leefbaar Nederland, care la alegerile din 2002 a acumulat 36% din sufragii, devenind cel mai mare grup parlamentar din legislativul olandez. Discursul anti-islamist al lui Fortuyn, exprimat mai mult decît tranșant în controversata sa carte Împotriva islamizării culturii noastre (1997), i-a creat o proastă faimă în rândul comunității imigranților. A fost asasinat de un militant al stângii politice.
1. 1 2  Pim Fortuyn, Find a Grave, accesat în 9 octombrie 2017
2. 1 2  „Pim Fortuyn”, Gemeinsame Normdatei, accesat în 17 octombrie 2015
3. 1 2  Autoritatea BnF, accesat în 10 octombrie 2015
4. 1 2  Pim Fortuyn, SNAC, accesat în 9 octombrie 2017
5. 1 2 3  Pim Fortuyn, Online Begraafplaatsen, accesat în 21 septembrie 2021
6. ↑  „Pim Fortuyn”, Gemeinsame Normdatei, accesat în 31 decembrie 2014